# بحيرة قرعون

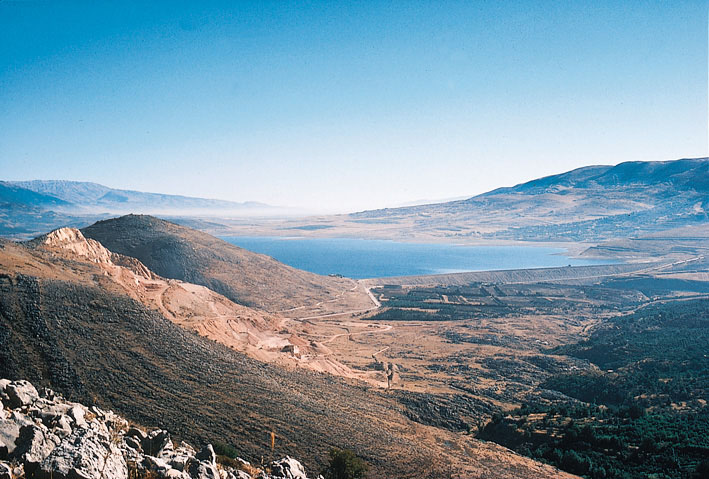
صورة لبحيرة القرعون عام 1978

بحيرة قرعون، هي أكبر البحيرات الاصطناعية في لبنان، تقع في البقاع الغربي على المنسوب 800 م، أنشئت عند سد القرعون (نهر الليطاني) سنة 1959، تبلغ مساحة البحيرة حوالي 12 كلم{\displaystyle 2} وسعتها حوالي 220 مليون متر مكعب.

## سد القرعون
سد القرعون أو سد ألبير نقاش:

### مواصفاته

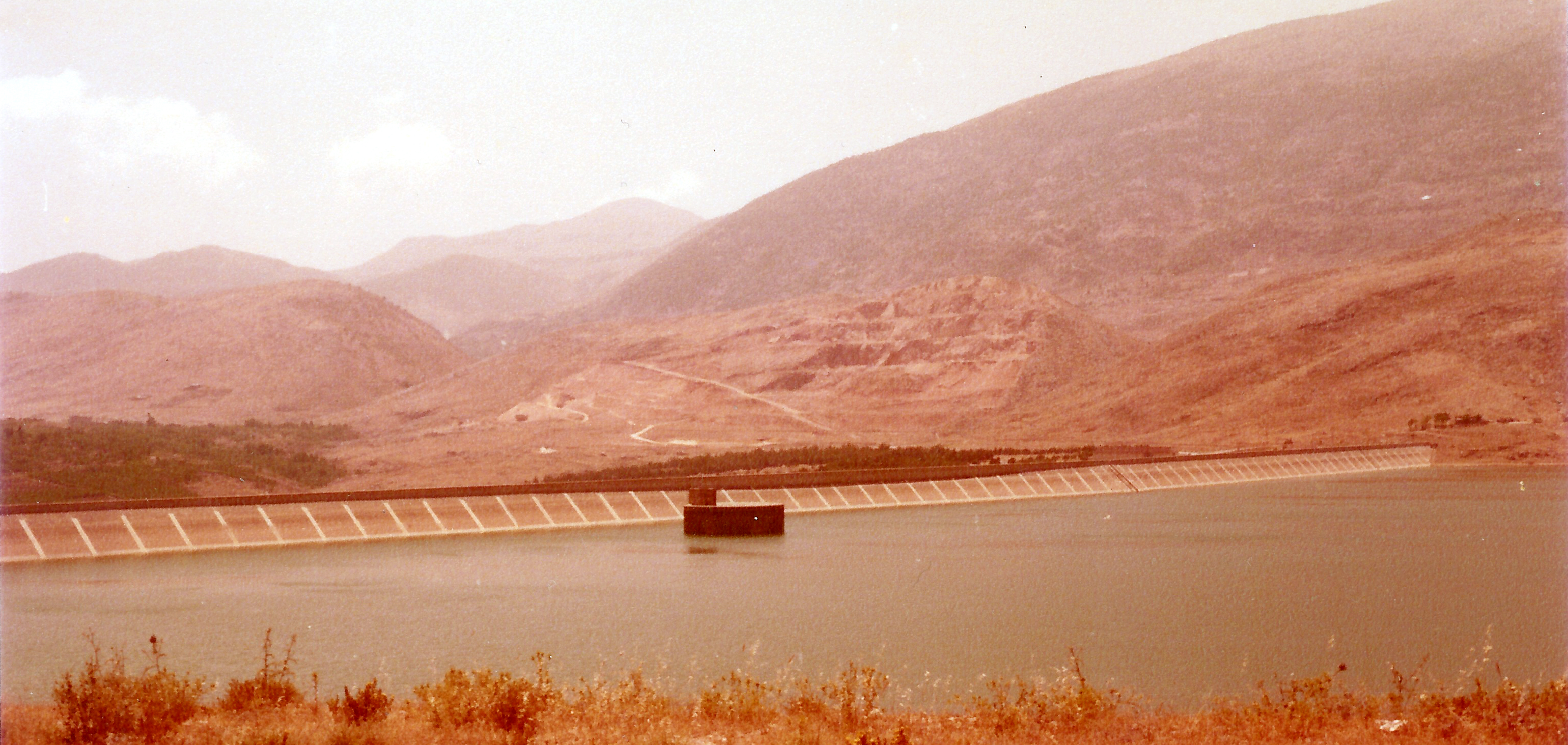
صورة لبحيرة القرعون تعود للعام 1982

يبلغ ارتفاع السد 60 مترا وطوله حوالي 1090 متر بعرض أقصى 162 متر. يبلغ حجم السد الإجمالي مليونا متر مكعب تقريبا.
وهو من أنواع السد الركامي من الردميات الصخرية مع طبقة أمامية من الصخور المرصوفة.
بلاطات منع التسرب: هي من الخرسانة المسلحة على الواجهة الأمامية للسد تتراوح سماكتها بين 50 سنتمتر في القسم الأسفل للسد و 30 سنتمتر في القسم الأعلى منه. تبلغ مساحتها 47000 متر مربع. ترتبط هذه البلاطات في ما بينها بفاعل مطاطي يسمى (WATER STOP) وتحشى الفراغات بمواد زفتية عازلة.
السد مجهز بسكري تفريغ لتفريغ البحيرة.

### استعمال مياه السد

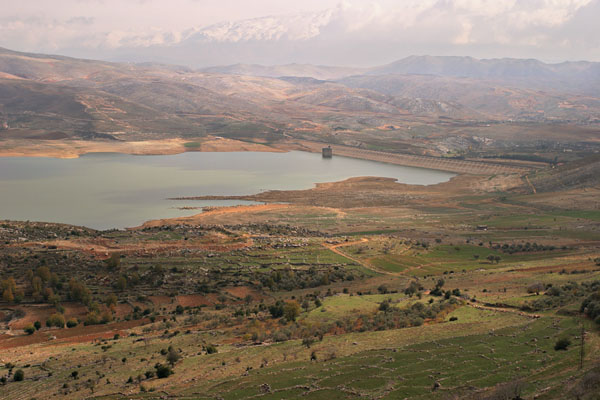
صورة لبحيرة القرعون عام 2003

تستعمل المياه التي يختزنها في توليد الطاقة الكهربائية في المعامل الكهربائية الثلاث مركبا، الأولي وجون التابعة للمصلحة الوطنية لنهر الليطاني وفي ري ما يزيد عن 1400 هكتار من اراضي سهل البقاع الزراعية وحوالي 36 الف هكتار من الأراضي الزراعية في الجنوب اللبناني.
ولقد اجمع الخبراء الذين تعاقبوا على دراسة مشروع الليطاني بأن الموقع الذي اختاره المهندس إبراهيم عبد العال مع الجيولوجي دو برتريه لإقامة السد في مكان بين القرعون وسحمر على المنسوب 800 متر هو أفضل المواقع جغرافياً ولذلك تم اعتماده عند التنفيذ.

### المنشات التابعة للسد
منشأة تصريف الفيضان أو المفيض: هو برج من الخرسانة المسلحة في البحيرة متصل بنفق يمر تحت جسم السد حتى مجرى النهر. يعتبر المفيض من أهم المنشآت التابعة للسد إذ انه يحمي السد في حال الفيضانات ويؤمن مرور المياه بشكل سليم ودون إلحاق الأذى بجسم السد.